# Моррис, Говернер
Говернер Моррис (1752—1816) — американский государственный деятель, один из  Отцов-основателей США. Представлял штат Пенсильвания на Конституционном конвенте 1787 года, был одним из подписавших Статьи Конфедерации, также был в числе подписавших Конституцию, являясь также автором большей части её текста и полностью написавшим её преамбулу.. В эпоху, когда большинство американцев считали себя гражданами своих отдельных штатов, Моррис выдвигал мысль о том, чтобы быть гражданами единого союза штатов.. Он выступал за республиканскую форму правления, основанную на принципах смешанного правления, вдохновляясь Британской конституцией. Кроме того, он был одним из немногих на Филадельфийском конвенте, кто воспротивился существованию рабства.
Родился в Нью-Йорке в зажиточной семье землевладельцев, представители которой занимали государственные должности. Поступил в Королевский колледж в Нью-Йорке (ныне Колумбийский колледж Колумбийского университета) в 1764 году, когда ему было всего 12 лет. Изучал право, окончил колледж в 1768 году, получил степень магистра в 1771 году.
Большинство его родственников и друзей были лоялистами, однако Моррис, когда началась Американская революция, принял сторону патриотов. Он служил в ополчении, избирался в конгресс штата и Континентальный конгресс. 
Уже в 1775 году, с началом Войны за независимость, Моррис избирается представителем округа Вестчестер в первый провинциальный конгресс Нью-Йорка (впоследствии – Конвенция, Комитет безопасности), демонстрируя незаурядные организаторские и реформаторские таланты в рамках различных комитетов.
После поражения на выборах в Палату представителей в 1779 году переехал в Филадельфию, где работал адвокатом. На Филадельфийском конвенте брал слово чаще любого другого. Отстаивал создание сильного федерального правительства, которым должна будет руководить состоятельная элита.
В 1780 году потерял ногу при не выясненных до конца обстоятельствах: официально утверждалось, что это произошло в результате полученной при крушении экипажа травмы, но было также предположение, что он неудачно выпрыгнул из окна кареты, где находился с любовницей, спасаясь от её мужа.. Работал в различных комиссиях и был основным автором окончательного текста Конституции. После конвента 10 лет жил в Европе. Некоторое время занимал должность сенатора, но вскоре ушёл в отставку.
Моррис был ярким представителем атлантического космополитизма XVIII века.

### Жизнь во Франции
Моррис находился во Франции с 1789 по 1793 гг., свидетельствуя начало и развитие Французской революции. Первоначально он с энтузиазмом воспринял революционные события, видя в них отражение американских идеалов свободы. Моррис консультировал французских аристократов и деятелей революции, стремясь к умеренным реформам монархии по американскому образцу. Он считал Францию естественным союзником США и стремился к укреплению франко-американских отношений.
Наблюдая за развитием Французской революции, Гувернер Моррис перешёл от первоначального энтузиазма к глубокому разочарованию, опасаясь нарастающей радикализации и потенциальной анархии.  Он критиковал отсутствие политического опыта у революционеров и считал французское общество морально неподготовленным к республиканскому правлению. Видя угрозу в тирании большинства, Моррис выступал в защиту прав и собственности аристократии, разрабатывая конституционные проекты, предполагавшие сохранение монархии и создание двухпалатного парламента.  В результате его действия во Франции стали расцениваться как контрреволюционные, а сам он – как сторонник монархического строя.
Его дневники представляют собой ценный исторический источник, отражающий взгляд американца на Французскую революцию. Моррис регулярно информировал президента Вашингтона о положении во Франции и о влиянии американской революции на французские события.